# Sevrier
Sevrier (do 7 lutego 2017 Sévrier) – miejscowość i gmina we Francji, w regionie Owernia-Rodan-Alpy, w departamencie Górna Sabaudia. W 2013 roku populacja ówczesnej gminy wynosiła 4318 mieszkańców. 